# Club de handball de Sidi Bouzid
Le Club de handball de Sidi Bouzid est un club tunisien de handball basé à Sidi Bouzid, qui a vu le jour en 1992. Il évolue une première fois en division nationale B en 2012 puis y accède à nouveau en 2014.

## Effectif 2022-2023
- Aymen Sellami (GB)
- Zied Heni (GB)
- Khaled Triki
- Hachem Neciri (GB)
- Khaled Afi (capitaine)
- Moneim Naili
- Walid Bouallegue
- Yacine Omrani
- Mohamed Omrani
- Fahd Sabbara
- Mohamed Selmi
- Wael Hfaydhia
- Ghaith Bouzidi
- Achref Hmarcha
- Riadh Neciri
- Mohamed Amine Daly
- Marouene Aidi

## Dirigeants
- Taieb Garoui  (directeur technique)
- Bassem Briki (accompagnateur)
- Aida Ouali (chargée de la communication)
- Slim Mansouri (kinésithérapeute)